# Beetzseeheide
Beetzseeheide (letteralmente: "brughiera del Beetzsee") è un comune di 701 abitanti del Brandeburgo, in Germania.

Appartiene al circondario di Potsdam-Mittelmark ed è parte dell'Amt Beetzsee.
Non esiste alcun centro abitato denominato «Beetzseeheide»; si tratta pertanto di un comune sparso.

## Storia
Il comune di Beetzseeheide venne creato il 1º febbraio 2002 dalla fusione dei comuni di Butzow, Gortz e Ketzür.

## Geografia antropica
Il comune di Beetzseeheide è suddiviso nelle frazioni (Ortsteil) di Butzow, Gortz e Ketzür, e comprende la località abitata (Bewohnter Gemeindeteil) di Mötzow.